# Рилово (Балахнинський район)
Рилово (рос. Рылово) — присілок в Балахнинському районі Нижньогородської області Російської Федерації.
Населення становить 186 осіб. Входить до складу муніципального утворення робітниче селище Гідроторф.

## Історія
Від 2009 року входить до складу муніципального утворення робітниче селище Гідроторф.

## Населення
| 2002 | 2010 |
| ---- | ---- |
| 225  | ↘186 |